# Aretaphila av Kyrene
Aretaphila av Kyrene, cirka 50 f.Kr., var en antik grekisk adelsdam som enligt sägnen avsatte tyrannen Nicocrates i Kyrene. Hon finns upptagen i De mulierum virtutes av Plutarchos.
Aretaphila tvingades att gifta sig med Nicocrates efter att han mördat hennes make. Efter ett misslyckat försök att mörda Nicocrates, gifte hon bort sin dotter med hans bror Leander, som hon framgångsrikt övertalade att mörda Nicocrates. Hon övertalade sedan Leander att dra på krigståg mot libyerna, där han blev dödad. Som tack för att hon störtat diktaturen erbjöds hon en plats i stadens styrelse, men hon avböjde.